# Robidog

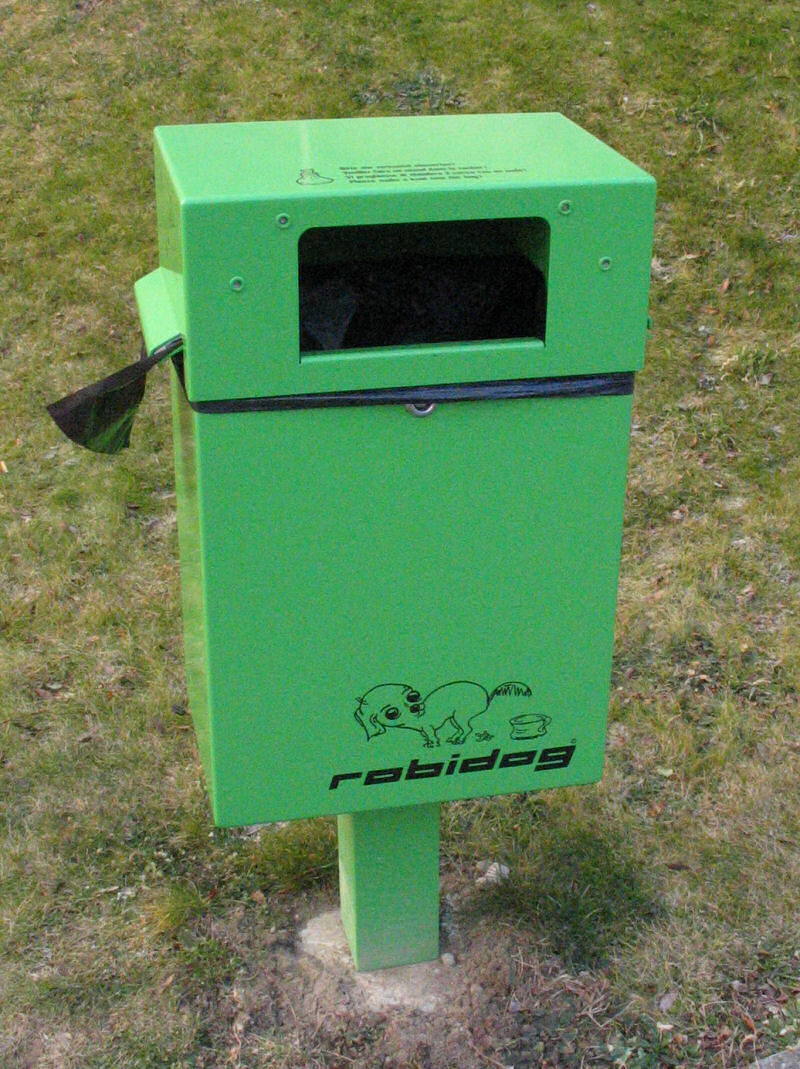
Robidog à Écublens

Les Robidog sont des distributeurs de sachets hermétiques et des récepteurs d'excréments inventés par une firme suisse basée à Thoune. Le nom est une marque déposée.
Son but est de faciliter la tâche aux propriétaires de chiens lorsque leur animal a déféqué sur la voie publique. En effet, les sachets peuvent être utilisés comme gant afin de ramasser les excréments dans le but de les déposer dans le récepteur Robidog installé sur la voie publique.
Le système s'est étendu à plusieurs pays et villes dans le monde (dont Vienne, New York ou encore Tel-Aviv) et fait désormais partie des installations classiques que l'on peut rencontrer dans les espaces publics.